# Om du var här (sång)
"Om du var här" släpptes i oktober 1997 och är den första singeln från Kents tredje studioalbum, Isola. Singeln kom ut både som maxi- och 2-spårsversion. Alla låtar är skrivna av Joakim Berg. Den låg på Top 60 Singel Hitlistan i 12 veckor och kom som bäst på tredje plats. "På nära håll" och "Utan dina andetag" är senare utgivna på B-sidesamlingen B-sidor 95-00. Med text på engelska, som "If You Were Here", släpptes den också på singel och nådde då 90:e plats på den nederländska singellistan.

## Låtlista

### Maxisingeln
1. "Om du var här" (3:59)
2. "På nära håll" (3:19)
3. "Utan dina andetag" (4:23)
4. "Om du var här" (Unload/Reload Remix by Koop)

### 2-spårssingeln
1. "Om du var här" (3:59)
2. "På nära håll" (3:19)

## Listplaceringar
| Lista (1997-1998) | Topplacering |
| ----------------- | ------------ |
| Nederländerna     | 90           |
| Sverige           | 3            |